# 2. ŽNL Osječko-baranjska NS Beli Manastir 2012./13.
Ligu je osvojila NK Mladost Draž, ali u kvalifikacijama za 1. ŽNL Osječko-baranjsku nije izborila plasman u viši rang. Iz lige je u 3. ŽNL Osječko-baranjsku ispala NK Croatia Branjin Vrh.

## Tablica
| Mj. | Klub                             | Sus. | Pobj. | Nerij. | Por. | GR.   | Bod. |
| --- | -------------------------------- | ---- | ----- | ------ | ---- | ----- | ---- |
| 1.  | NK Mladost Draž                  | 26   | 21    | 3      | 2    | 99:41 | 66   |
| 2.  | NK Petlovac                      | 26   | 14    | 5      | 7    | 62:38 | 47   |
| 3.  | NK Šokadija Duboševica           | 26   | 12    | 8      | 6    | 56:41 | 44   |
| 4.  | NK Hajduk Popovac                | 26   | 12    | 4      | 10   | 64:52 | 40   |
| 5.  | NK Belje Kneževo                 | 26   | 11    | 6      | 9    | 58:47 | 39   |
| 6.  | NK Lastavica Grabovac            | 26   | 11    | 3      | 12   | 41:45 | 36   |
| 7.  | NK Mladost Čeminac               | 26   | 9     | 8      | 9    | 50:53 | 35   |
| 8.  | NK Bratstvo Jagodnjak            | 26   | 10    | 5      | 11   | 46:51 | 35   |
| 9.  | NK Polet Karanac                 | 26   | 9     | 6      | 11   | 60:55 | 33   |
| 10. | NK Dinamo Baranjsko Petrovo Selo | 26   | 8     | 8      | 10   | 47:54 | 32   |
| 11. | NK Baranja Belje Beli Manastir   | 26   | 9     | 5      | 12   | 28:41 | 32   |
| 12. | NK Grozd Kotlina                 | 26   | 8     | 4      | 14   | 41:53 | 28   |
| 13. | NK Međimurec Kozarac             | 26   | 8     | 2      | 16   | 47:79 | 26   |
| 14. | NK Croatia Branjin Vrh           | 26   | 5     | 3      | 18   | 34:83 | 18   |

## Rezultati
| NK Polet Karanac - NK Lastavica Grabovac 1:1 NK Međimurec Kozarac - NK Baranja Belje Beli Manastir 0:0 NK Hajduk Popovac - NK Petlovac 0:2 NK Mladost Čeminac - NK Bratstvo Jagodnjak 1:2 NK Dinamo Baranjsko Petrovo Selo - NK Grozd Kotlina 0:1 NK Belje Kneževo - NK Mladost Draž 3:3 NK Croatia Branjin Vrh - NK Šokadija Duboševica 2:2 | NK Croatia Branjin Vrh - NK Belje Kneževo 4:1 NK Mladost Draž - NK Dinamo Baranjsko Petrovo Selo 6:3 NK Grozd Kotlina - NK Mladost Čeminac 1:1 NK Bratstvo Jagodnjak - NK Hajduk Popovac 2:1 NK Petlovac - NK Međimurec Kozarac 3:1 NK Baranja Belje Beli Manastir - NK Polet Karanac 0:2 NK Šokadija Duboševica - NK Lastavica Grabovac 1:1 | NK Dinamo Baranjsko Petrovo Selo - NK Croatia Branjin Vrh 1:3 NK Mladost Čeminac - NK Mladost Draž 3:2 NK Hajduk Popovac - NK Grozd Kotlina 3:2 NK Međimurec Kozarac - NK Bratstvo Jagodnjak 0:2 NK Polet Karanac - NK Petlovac 1:2 NK Lastavica Grabovac - NK Baranja Belje Beli Manastir 0:1 NK Belje Kneževo - NK Šokadija Duboševica 4:1 |
| NK Croatia Branjin Vrh - NK Mladost Čeminac 2:2 NK Belje Kneževo - NK Dinamo Baranjsko Petrovo Selo 3:1 NK Mladost Draž - NK Hajduk Popovac 4:2 NK Grozd Kotlina - NK Međimurec Kozarac 5:1 NK Bratstvo Jagodnjak - NK Polet Karanac 7:1 NK Petlovac - NK Lastavica Grabovac 2:0 NK Šokadija Duboševica - NK Baranja Belje Beli Manastir 5:1 | NK Hajduk Popovac - NK Croatia Branjin Vrh 0:1 NK Mladost Čeminac - NK Belje Kneževo 1:1 NK Međimurec Kozarac - NK Mladost Draž 0:3 NK Polet Karanac - NK Grozd Kotlina 1:0 NK Lastavica Grabovac - NK Bratstvo Jagodnjak 0:0 NK Baranja Belje Beli Manastir - NK Petlovac 0:3 NK Dinamo Baranjsko Petrovo Selo - NK Šokadija Duboševica 1:2 | NK Croatia Branjin Vrh - NK Međimurec Kozarac 2:3 NK Belje Kneževo - NK Hajduk Popovac 1:1 NK Dinamo Baranjsko Petrovo Selo - NK Mladost Čeminac 2:2 NK Mladost Draž - NK Polet Karanac 2:0 NK Grozd Kotlina - NK Lastavica Grabovac 3:0 NK Bratstvo Jagodnjak - NK Baranja Belje Beli Manastir 2:1 NK Šokadija Duboševica - NK Petlovac 2:0 |
| NK Polet Karanac - NK Croatia Branjin Vrh 2:0 NK Međimurec Kozarac - NK Belje Kneževo 0:3 NK Hajduk Popovac - NK Dinamo Baranjsko Petrovo Selo 0:0 NK Lastavica Grabovac - NK Mladost Draž 1:2 NK Baranja Belje Beli Manastir - NK Grozd Kotlina 2:3 NK Petlovac - NK Bratstvo Jagodnjak 1:1 NK Mladost Čeminac - NK Šokadija Duboševica 2:1 | NK Croatia Branjin Vrh - NK Lastavica Grabovac 6:1 NK Belje Kneževo - NK Polet Karanac 0:2 NK Dinamo Baranjsko Petrovo Selo - NK Međimurec Kozarac 2:1 NK Mladost Čeminac - NK Hajduk Popovac 1:2 NK Mladost Draž - NK Baranja Belje Beli Manastir 4:0 NK Grozd Kotlina - NK Petlovac 2:1 NK Šokadija Duboševica - NK Bratstvo Jagodnjak 2:2 | NK Baranja Belje Beli Manastir - NK Croatia Branjin Vrh 1:0 NK Lastavica Grabovac - NK Belje Kneževo 1:0 NK Polet Karanac - NK Dinamo Baranjsko Petrovo Selo 2:2 NK Međimurec Kozarac - NK Mladost Čeminac 2:2 NK Petlovac - NK Mladost Draž 3:3 NK Bratstvo Jagodnjak - NK Grozd Kotlina 4:2 NK Hajduk Popovac - NK Šokadija Duboševica 1:2 |
| NK Croatia Branjin Vrh - NK Petlovac 0:3 NK Belje Kneževo - NK Baranja Belje Beli Manastir 4:0 NK Dinamo Baranjsko Petrovo Selo - NK Lastavica Grabovac 2:4 NK Mladost Čeminac - NK Polet Karanac 3:2 NK Hajduk Popovac - NK Međimurec Kozarac 1:2 NK Mladost Draž - NK Bratstvo Jagodnjak 6:3 NK Šokadija Duboševica - NK Grozd Kotlina 2:2 | NK Bratstvo Jagodnjak - NK Croatia Branjin Vrh 5:0 NK Petlovac - NK Belje Kneževo 3:3 NK Baranja Belje Beli Manastir - NK Dinamo Baranjsko Petrovo Selo 1:1 NK Lastavica Grabovac - NK Mladost Čeminac 3:0 NK Polet Karanac - NK Hajduk Popovac 6:1 NK Grozd Kotlina - NK Mladost Draž 0:3 NK Međimurec Kozarac - NK Šokadija Duboševica 1:2 | NK Croatia Branjin Vrh - NK Grozd Kotlina 3:2 NK Belje Kneževo - NK Bratstvo Jagodnjak 3:4 NK Dinamo Baranjsko Petrovo Selo - NK Petlovac 3:3 NK Mladost Čeminac - NK Baranja Belje Beli Manastir 1:1 NK Hajduk Popovac - NK Lastavica Grabovac 0:1 NK Međimurec Kozarac - NK Polet Karanac 1:6 NK Šokadija Duboševica - NK Mladost Draž 2:3 |
| NK Mladost Draž - NK Croatia Branjin Vrh 2:0 NK Grozd Kotlina - NK Belje Kneževo 1:3 NK Bratstvo Jagodnjak - NK Dinamo Baranjsko Petrovo Selo 1:2 NK Petlovac - NK Mladost Čeminac 4:0 NK Baranja Belje Beli Manastir - NK Hajduk Popovac 2:2 NK Lastavica Grabovac - NK Međimurec Kozarac 4:0 NK Polet Karanac - NK Šokadija Duboševica 1:1 | NK Lastavica Grabovac - NK Polet Karanac 3:2 NK Baranja Belje Beli Manastir - NK Međimurec Kozarac 2:1 NK Petlovac - NK Hajduk Popovac 3:4 NK Bratstvo Jagodnjak - NK Mladost Čeminac 3:2 NK Grozd Kotlina - NK Dinamo Baranjsko Petrovo Selo 0:0 NK Mladost Draž - NK Belje Kneževo 4:4 NK Šokadija Duboševica - NK Croatia Branjin Vrh 3:2 | NK Belje Kneževo - NK Croatia Branjin Vrh 4:0 NK Dinamo Baranjsko Petrovo Selo - NK Mladost Draž 0:4 NK Mladost Čeminac - NK Grozd Kotlina 3:0 NK Hajduk Popovac - NK Bratstvo Jagodnjak 3:1 NK Međimurec Kozarac - NK Petlovac 3:2 NK Polet Karanac - NK Baranja Belje Beli Manastir 1:2 NK Lastavica Grabovac - NK Šokadija Duboševica 1:2 |
| NK Croatia Branjin Vrh - NK Dinamo Baranjsko Petrovo Selo 0:2 NK Mladost Draž - NK Mladost Čeminac 4:1 NK Grozd Kotlina - NK Hajduk Popovac 1:2 NK Bratstvo Jagodnjak - NK Međimurec Kozarac 0:4 NK Petlovac - NK Polet Karanac 5:0 NK Baranja Belje Beli Manastir - NK Lastavica Grabovac 1:0 NK Šokadija Duboševica - NK Belje Kneževo 2:2 | NK Mladost Čeminac - NK Croatia Branjin Vrh 4:0 NK Dinamo Baranjsko Petrovo Selo - NK Belje Kneževo 2:1 NK Hajduk Popovac - NK Mladost Draž 3:1 NK Međimurec Kozarac - NK Grozd Kotlina 2:1 NK Polet Karanac - NK Bratstvo Jagodnjak 5:0 NK Lastavica Grabovac - NK Petlovac 1:0 NK Baranja Belje Beli Manastir - NK Šokadija Duboševica 0:2 | NK Croatia Branjin Vrh - NK Hajduk Popovac 1:7 NK Belje Kneževo - NK Mladost Čeminac 3:2 NK Mladost Draž - NK Međimurec Kozarac 2:1 NK Grozd Kotlina - NK Polet Karanac 0:0 NK Bratstvo Jagodnjak - NK Lastavica Grabovac 1:2 NK Petlovac - NK Baranja Belje Beli Manastir 0:2 NK Šokadija Duboševica - NK Dinamo Baranjsko Petrovo Selo 1:1 |
| NK Međimurec Kozarac - NK Croatia Branjin Vrh 6:1 NK Hajduk Popovac - NK Belje Kneževo 5:0 NK Mladost Čeminac - NK Dinamo Baranjsko Petrovo Selo 3:3 NK Polet Karanac - NK Mladost Draž 2:8 NK Lastavica Grabovac - NK Grozd Kotlina 4:0 NK Baranja Belje Beli Manastir - NK Bratstvo Jagodnjak 0:0 NK Petlovac - NK Šokadija Duboševica 2:2 | NK Croatia Branjin Vrh - NK Polet Karanac 1:3 NK Belje Kneževo - NK Međimurec Kozarac 2:1 NK Dinamo Baranjsko Petrovo Selo - NK Hajduk Popovac 3:6 NK Mladost Draž - NK Lastavica Grabovac 3:0 NK Grozd Kotlina - NK Baranja Belje Beli Manastir 0:2 NK Bratstvo Jagodnjak - NK Petlovac 0:1 NK Šokadija Duboševica - NK Mladost Čeminac 2:3 | NK Lastavica Grabovac - NK Croatia Branjin Vrh 3:1 NK Polet Karanac - NK Belje Kneževo 2:3 NK Međimurec Kozarac - NK Dinamo Baranjsko Petrovo Selo 3:7 NK Hajduk Popovac - NK Mladost Čeminac 2:3 NK Baranja Belje Beli Manastir - NK Mladost Draž 3:5 NK Petlovac - NK Grozd Kotlina 3:2 NK Bratstvo Jagodnjak - NK Šokadija Duboševica 0:4 |
| NK Croatia Branjin Vrh - NK Baranja Belje Beli Manastir 0:2 NK Belje Kneževo - NK Lastavica Grabovac 4:0 NK Dinamo Baranjsko Petrovo Selo - NK Polet Karanac 4:2 NK Mladost Čeminac - NK Međimurec Kozarac 3:4 NK Mladost Draž - NK Petlovac 3:0 NK Grozd Kotlina - NK Bratstvo Jagodnjak 2:1 NK Šokadija Duboševica - NK Hajduk Popovac 4:2 | NK Petlovac - NK Croatia Branjin Vrh 7:0 NK Baranja Belje Beli Manastir - NK Belje Kneževo 2:0 NK Lastavica Grabovac - NK Dinamo Baranjsko Petrovo Selo 4:2 NK Polet Karanac - NK Mladost Čeminac 1:1 NK Međimurec Kozarac - NK Hajduk Popovac 3:7 NK Bratstvo Jagodnjak - NK Mladost Draž 1:3 NK Grozd Kotlina - NK Šokadija Duboševica 1:0 | NK Croatia Branjin Vrh - NK Bratstvo Jagodnjak 3:3 NK Belje Kneževo - NK Petlovac 3:4 NK Dinamo Baranjsko Petrovo Selo - NK Baranja Belje Beli Manastir 1:0 NK Mladost Čeminac - NK Lastavica Grabovac 2:1 NK Hajduk Popovac - NK Polet Karanac 3:3 NK Mladost Draž - NK Grozd Kotlina 8:5 NK Šokadija Duboševica - NK Međimurec Kozarac 5:1 |
| NK Grozd Kotlina - NK Croatia Branjin Vrh 5:1 NK Bratstvo Jagodnjak - NK Belje Kneževo 1:0 NK Petlovac - NK Dinamo Baranjsko Petrovo Selo 1:0 NK Baranja Belje Beli Manastir - NK Mladost Čeminac 1:2 NK Lastavica Grabovac - NK Hajduk Popovac 2:4 NK Polet Karanac - NK Međimurec Kozarac 9:1 NK Mladost Draž - NK Šokadija Duboševica 2:0 | NK Croatia Branjin Vrh - NK Mladost Draž 1:9 NK Belje Kneževo - NK Grozd Kotlina 3:0 NK Dinamo Baranjsko Petrovo Selo - NK Bratstvo Jagodnjak 2:0 NK Mladost Čeminac - NK Petlovac 2:4 NK Hajduk Popovac - NK Baranja Belje Beli Manastir 2:1 NK Međimurec Kozarac - NK Lastavica Grabovac 5:3 NK Šokadija Duboševica - NK Polet Karanac 4:3 | |

## Kvalifikacije za 1. ŽNL Osječko-baranjsku
9. lipnja 2013. godine: NK Mladost Draž - NK Tomislav Livana 2:3
16. lipnja 2013. godine: NK Tomislav Livana - NK Mladost Draž 4:1
U 1. ŽNL Osječko-baranjsku se plasirao NK Tomislav Livana.